# Romulea melitensis
Romulea melitensis là một loài thực vật có hoa trong họ Diên vĩ. Loài này được Bég. miêu tả khoa học đầu tiên năm 1907.